# Тед Кінг
Теодор Вільям Кінг (англ. Theodore William King, нар. 1 жовтня 1965 р., Голлівуд, Каліфорнія, США) — американський актор, також відомий як Т. В. Кінг, зіграв роль Енді Трюдо у знаменитому серіалі «Усі жінки-відьми» в першому сезоні.

## Кар'єра
Кінг народився в Голлівуді, штат Каліфорнія, і виріс у Лос-Анджелесі та Бетесді, штат Меріленд. Він отримав вищу освіту в Каліфорнійському університеті в Санта-Барбарі та продовжив вивчати кінорежисуру в Школі мистецтв Тіша при Нью-Йоркському університеті. Протягом останніх кількох років він працював над монтажем фільмів і брав участь у Нью-Йоркському театрі.
Його першою роллю у кіно була роль Денні Робертса в мильній опері «Любов» (пізніше перейменована в «Місто»).
Наступного року він з'явився як запрошена зірка в серіалі «Усі жінки-відьми» в ролі детектива Енді Трюдо. Персонаж Кінга Енді є інспектором, який допомагає сестрам приховати наслідки надприродних явищ і побічні ефекти магії.
У 2002 році Кінг зіграв роль Луїса Алькасара в Головній лікарні. Пізніше він повернувся до зйомок у цьому серіалі у ролі Лоренцо Алькасара.
Він грав гостьові ролі в таких серіалах, як «Фрейзер», «Секс у великому місті» та «Закон і порядок: спецпідрозділ жертв» та в багатьох інших.
Його роботи в повнометражних фільмах включають фільм «Секретні матеріали» та роль у фільмі «Хуліган і син».
Поза зйомками у кіно Кінг бере активну участь у різних благодійних організаціях, зокрема The Make-A-Wish Foundation.
У грудні 2008 року Кінг отримав роль таємничого персонажа Дауні в хіт-серіалі «Втеча з в'язниці».
У лютому 2011 року Тед почав грати роль Томаша, давно втраченого брата Теа Дельгадо у «One Life to Live», яку виконував до закриття серіалу в січні 2012 року.
У квітні 2015 року Кінг зіграв роль капрала Деніела Коллінза в епізоді 12 сезону NCIS «Загублені в перекладі».
Entertainment Weekly повідомив 21 червня 2021 року, що Кінг був обраний для The Bold and the Beautiful на роль Джека Фіннегана, батька Джона «Фінна» Фіннегана (його грає Таннер Новлан). Перша епізодична поява Кінга відбулася 30 липня того ж року. За роль Джека у 2022 році він отримав свою першу денну нагороду «Еммі» як найкращий запрошений виконавець у драматичному серіалі.

## Особисте життя
У вересні 2008 року Кінг одружився зі своєю дівчиною Майєю Родвелл, з якою він заручився за рік до того.
У пари двоє дітей.

## Фільмографія

### Фільми
| Рік      | Назва              | Роль                 | Примітка |
| -------- | ------------------ | -------------------- | -------- |
| 1998 рік | Секретні матеріали | Агент ФБР на даху    |          |
| 1998 рік | Лезо               | Вампір на рейві      |          |
| 2001 рік | Інтерлюдія         | людина               |          |
| 2001 рік | Самозванець        | Оператор РМР         |          |
| 2003 рік | Хуліган і син      | Чарлі Еллрой         |          |
| 2011 рік | Кричачі секрети    | Доктор Джеймс Метьюз |          |
| 2016 рік | Небажаний гість    | Чарльз Робертс       |          |

### Телебачення
| Рік              | Назва                                     | Роль                           | Примітка                                             |
| ---------------- | ----------------------------------------- | ------------------------------ | ---------------------------------------------------- |
| 1985 рік         | Північна година                           | Смерть                         |                                                      |
| 1990 рік         | Службовий тур                             | Радіолюдина                    |                                                      |
| 1993 рік         | Інше слово                                | Рон Неттлс                     |                                                      |
| 1995 рік         | Люблячий                                  | Денні Робертс                  |                                                      |
| 1996 рік         | Місто                                     | Денні Робертс                  |                                                      |
| 1997 — 1998 роки | Часкоп                                    | Офіцер Джек Логан              | 9 серій                                              |
| 1998 рік         | Доусонс-Крік                              | Диктор Боб                     |                                                      |
| 1998 — 1999 роки | Усі жінки — відьми                        | Інспектор Енді Трюдо           | 21 епізод                                            |
| 2000 рік         | JAG                                       | Лейтенант-командир Холтсфорд   |                                                      |
| 2001 рік         | Секс і місто                              | Бред                           | Епізод: «Час і кара»                                 |
| 2001 рік         | Закон і порядок: Спеціальний відділ жертв | Тоні Дарічек                   | Епізод: «Вкрадений»                                  |
| 2002 рік         | Дні Слави                                 | Джек Корбін                    | Епізод: «Crowning Glory»                             |
| 2002 рік         | Фрейзер                                   | Крейг                          |                                                      |
| 2002 — 2007 роки | Головний госпіталь                        | Луїс Алькасар Лоренцо Алькасар |                                                      |
| 2003 рік         | Відділ                                    | Том Лаццаріо                   |                                                      |
| 2008 — 2009 роки | Втеча з в'язниці                          | Дауні                          | 7 епізодів                                           |
| 2010 рік         | CSI: Маямі                                | Сем Гарднер                    | Епізод: «Маямі, у нас проблема»                      |
| 2011–2012 роки   | Жити одне життя                           | Томас Дельгадо                 |                                                      |
| 2013 рік         | Елементарний                              | Джеймс Монро                   | Епізод: «Неприродна домовленість»                    |
| 2013 рік         | Будинок Альфа                             | Аль Хікок                      |                                                      |
| 2015 рік         | NCIS                                      | Капрал Деніел Коллінз          | Епізод: «Загублені в перекладі»                      |
| 2016 рік         | Очікування                                |                                |                                                      |
| 2016 рік         | Гаваї П'ять-0                             | Кларк Брайтон                  | Епізод: «Ka Haunaele»                                |
| 2021–тепер       | Сміливий і красивий                       | Джек Фіннеган                  | Постійна роль : 30 липня 2021 р. — по теперішній час |

## Нагороди
- 1996 — Видатний молодший актор головної ролі - Люблячий — номінація
- 1997 — Видатний молодший актор головної ролі — Місто — номінація
- 2005 — Улюблений лиходій -Головний госпіталь — перемога
- 2022 — Денна премія «Еммі» Видатний запрошений виконавець у драматичному серіалі — Зухвалі і красиві — перемога